# Diogeniano (senador)
[Tito Flávio] Diogeniano (em latim: Diogenianus) foi um oficial romano do século III/IV. Segundo inscrição preservada no Monumenta Asiae Minoris Antiqua, era originário de Acmoneia, na Frígia, e teria sido senador ao lado de Tito Flávio Lartídio.